# 越南—茅利塔尼亞關係
越南－毛里塔尼亚关系是指越南社会主义共和国和毛里塔尼亚伊斯兰共和国之间的双边关系。兩國均為不結盟運動、77國集團、法文國家及地區國際組織成員國。

## 政治交流
19世纪末至20世纪中叶的越南与毛里塔尼亚均曾经是法蘭西殖民帝國的一部分，直至两国分别于1945年、1960年独立，其后，毛里塔尼亚于1965年与当时的越南民主共和国建立外交关系，此后两国关系友好发展。在越南战争期间的1969年，毛里塔尼亚政府向越南捐贈5萬法郎，以援助越南民主共和国对抗美国，又与越南南方共和国建立邦交。1976年，越南统一后，越南社会主义共和国继承了与毛里塔尼亚的外交关系。
目前两国高层交流有限，亦未在对方首都设立大使馆，毛里塔尼亚对越南的相关事务由驻中华人民共和国大使馆兼辖，而越南对毛里塔尼亚的相关事务则由驻摩洛哥大使馆兼辖。

## 经贸交流
2018年，越、毛雙邊貿易額達2541万美元。

## 外部連結
- 越南外交部-毛里塔尼亚伊斯兰共和国简介（越南文）
- 越南驻摩洛哥大使馆官方网站 （页面存档备份，存于）（越南文）（Facebook） （页面存档备份，存于）
- 毛里塔尼亞駐華大使館官方網站（页面存档备份，存于）（简体中文）（英文）